# بییایرنو مرکییاس
بییایرنو مرکییاس (به اسپانیایی: Villayerno Morquillas) یک شهرستان در اسپانیا است که در استان بورگس واقع شده‌است.

## خصوصیات
بییایرنو مرکییاس ۹ کیلومترمربع مساحت و ۱۹۱ نفر جمعیت دارد.